# Diocese de Solsona
A Diocese de Solsona (em latim: Dioecesis Celsonensis) é uma diocese da Igreja Católica da Espanha, sediada na cidade de Solsona, na província de Lérida, comunidade autónoma da Catalunha. Faz parte da Arquidiocese de Tarragona. Foi fundada em 1593 pelo Papa Clemente VIII. Em 2022 contava com uma população católica de 124 356 fiéis, sendo 91,0% da população total, e tinha 60 paróquias.

## História
Em 1593 o Papa Clemente VIII cria a Diocese de Solsona através dos territórios das dioceses de Urgel e Vic. Em 1955 a Diocese de Solsona ganha parte do território da Diocese de Lérida. Em 1957 a diocese ganha parte do território da Arquidiocese de Lyon da França, em contrapartida perde território para a Diocese de Vic. 

## Lista de bispos
A seguir uma lista de bispos desde a criação da diocese em 1593.
|                                        | Nome                                    | Período           | Notas                        |
| Bispos de Solsona                      | Bispos de Solsona                       | Bispos de Solsona | Bispos de Solsona            |
| -------------------------------------- | --------------------------------------- | ----------------- | ---------------------------- |
| 30º                                    | Francisco Simón Conesa Ferrer           | 2022 - atual      |                              |
| 29º                                    | Xavier Novell Gomà                      | 2010 - 2021       |                              |
| 28º                                    | Jaume Traserra Cunillera                | 2001 - 2010       |                              |
| 27º                                    | Antônio Deig Clotet                     | 1990 - 2001       |                              |
| 26º                                    | Miguel Moncadas Noguera                 | 1977 - 1989       | Faleceu no cargo             |
| 25º                                    | José Bascuñana y López                  | 1964 - 1977       | Renunciou                    |
| 24º                                    | Vicente Enrique y Tarancón              | 1945 - 1964       | Nomeado arcebispo de Oviedo  |
| 23º                                    | Valentín Comellas y Santamaría          | 1919 - 1945       | Faleceu no cargo             |
| 22º                                    | Juan José Tejada Sáenz, O. de M.        | 1832 - 1838       | Faleceu no cargo             |
| 21º                                    | Manuel Benito y Tabernero               | 1814 - 1830       | Faleceu no cargo             |
| 20º                                    | Pedro Nolasco Mora Mora, O. de M.       | 1794 - 1811       | Faleceu no cargo             |
| 19º                                    | Agustín Vázquez Varela, O.Cist.         | 1793 - 1794       | Faleceu no cargo             |
| 18º                                    | Rafael Lasala y Locela, O.S.A.          | 1773 - 1792       | Faleceu no cargo             |
| 17º                                    | José Mezquía Díaz de Arrízola, O. de M. | 1746 - 1772       | Faleceu no cargo             |
| 16º                                    | Francisco Zarceño Martínez, O.SS.T.     | 1739 - 1746       | Faleceu no cargo             |
| 15º                                    | José Esteban Noriega, O.Praem.          | 1738 - 1739       | Faleceu no cargo             |
| 14º                                    | Tomás Broto y Pérez                     | 1720 - 1736       | Faleceu no cargo             |
| 13º                                    | Pedro Magaña, O.S.B.                    | 1717 - 1716       | Faleceu no cargo             |
| 12º                                    | Francisco Dorda, O.Cist.                | 1710 - 1716       | Faleceu no cargo             |
| 11º                                    | Guillermo Goñalons, O.S.A.              | 1700 - 1708       | Faleceu no cargo             |
| 10º                                    | Juan Alfonso Valerià y Aloza, O.F.M.    | 1694 - 1699       | Nomeado bispo de Lérida      |
| 9º                                     | Manuel de Alba                          | 1685 - 1693       | Nomeado bispo de Barcelona   |
| 8º                                     | Luis de Pons y de Esquerrer, O.S.B.     | 1664 - 1685       | Faleceu no cargo             |
| 7º                                     | Francisco Roger, O.P.                   | 1656 - 1663       | Faleceu no cargo             |
| 6º                                     | Pedro Anglada Sánchez, O.A.R.           | 1640 - 1644       | Nomeado bispo de Lérida      |
| 5º                                     | Diego Serrano Sotomayor, O. de M.       | 1635 - 1639       | Nomeado bispo de Segorbe     |
| 4º                                     | Pedro Puigmartí Funes, O.S.B.           | 1630 - 1632       | Faleceu no cargo             |
| 3º                                     | Miguel Santos de Sampedro               | 1624 - 1630       | Nomeado arcebispo de Granada |
| 2º                                     | Juan Álvarez Zapata, O.Cist.            | 1613 - 1623       | Faleceu no cargo             |
| 1º                                     | Luis Sans y Códol                       | 1594 - 1612       | Nomeado bispo de Barcelona   |
| Administradores apostólicos de Solsona |                                         |                   |                              |
| 5º                                     | Valentín Comellas y Santamaría          | 1919 - 1933       |                              |
| 4º                                     | Francisco de Asís Vidal y Barraquer     | 1913 - 1919       |                              |
| 3º                                     | Luis José María Amigó y Ferrer, O.F.M.  | 1907 - 1913       |                              |
| 2º                                     | Juan Bautista Benlloch y Vivó           | 1901 - 1906       |                              |
| 1º                                     | Ramón Ríu y Cabanas                     | 1895 - 1901       |                              |